# 納達斯·達馬斯

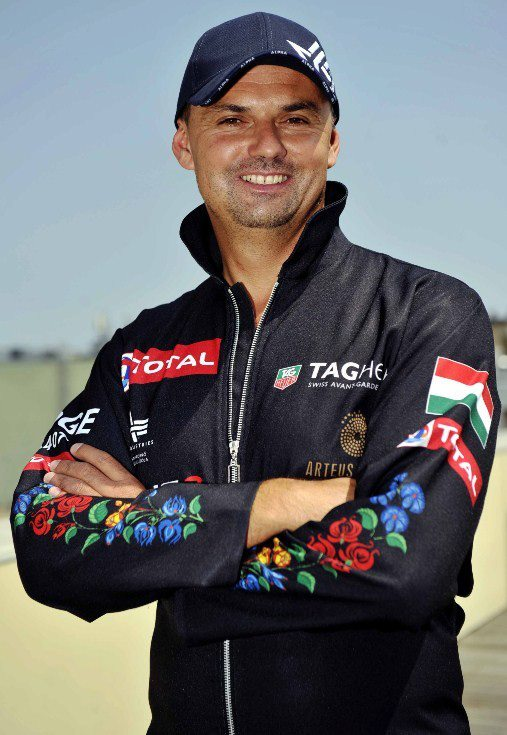
2012年的納達斯

納達斯·達馬斯（匈牙利語：Nádas Tamás，1969年3月20日—2014年3月7日），匈牙利飞行员和空中特技飞行表演员。他出生于匈牙利的基什孔洛茨哈佐。
2014年，他在卡塔尔艾尔豪尔机场进行飞行表演时遇到飞机解体遇难，享年44岁。